# Qusai Hussein

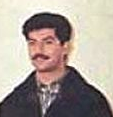
Qusai Hussein

Qusai Hussein at-Tikriti (arabisch قصي صدام حسين التكريتي, DMG Quṣayy Ṣaddām Ḥusayn at-Tikrītī, manchmal auch transkribiert Kusai, Qusay, Kusay; * 17. Mai 1966 in Bagdad; † 22. Juli 2003 in Mosul) war das zweitälteste von fünf Kindern Saddam Husseins und dessen erster Frau Sadschida Talfah und der zweitmächtigste Mann im Irak.

## Politik im Irak
Nach dem Mord an Kamel Hannah,  dem Lieblingsleibwächter und Vorkoster des Vaters im Jahr 1988, verübt durch Qusais Bruder Udai Hussein, fiel die Gunst der Nachfolge auf Qusai Hussein und nicht mehr auf seinen älteren Bruder Udai, der für dieses Verbrechen auch vorübergehend in die Schweiz verbannt wurde. Qusai leitete die Sicherheits-Sonderpolizei des Iraks. Insbesondere nach dem Zweiten Golfkrieg nahm Qusai aktiv an der Verfolgung schiitischer Aufständischer in Basra und Karbala teil. Laut Udai Husseins angeblichem Doppelgänger Latif Yahia sprühte Qusai daraufhin 106 gefangenen schiitischen Führern persönlich Nervengift ins Gesicht, um ihre Atemorgane zu lähmen.
Im Mai 2001 wurde Qusai Mitglied des Regionalkommandos der Baath-Partei, des Revolutionären Kommandorates (RKR) und faktisch Vizepräsident (formal jedoch nur Vorsitzender eines „Notfallkomitees“, dem die beiden Vizepräsidenten Ramadan und Maʿruf als Berater angehörten). Der Parteikongress bestätigte dies, die für 2002 erwartete Übernahme des Amts seines Vaters kam jedoch nicht zustande, angeblich weil Saddam Hussein angesichts des bevorstehenden Krieges mit den USA dadurch eine Schwächung des Landes befürchtete.

## Nach dem Irakkrieg
Am Vorabend der US-Invasion von 2003 beauftragte ihn der Revolutionäre Kommandorat als Oberbefehlshaber mit der Verteidigung der die Hauptstadt Bagdad umfassenden Zentral-Ost-Zone, einen der vier Wehrbezirke Iraks. Als solcher setzte Qusai auch nach dem Fall Bagdads den Kampf fort. Nach Aussage Abid Hamid Mahmud at-Tikritis, des früheren Privatsekretärs Saddam Husseins, habe dieser sich aber mit Udai und Qusai Hussein in den Wochen nach Ende der Kampfhandlungen im Irak versteckt gehalten und sich dann nach Syrien abgesetzt. Die dortigen Behörden wiesen sie wieder aus, so dass sie sich weiter im Irak versteckt halten mussten.
Auf dem vom US-Verteidigungsministerium herausgegebenen Kartenspiel der meistgesuchten Iraker war Qusai auf der Kreuz-Ass-Karte abgebildet (Nr. 2). Für einen Tipp auf den Aufenthaltsort wurde eine Belohnung von 15 Millionen US-Dollar in Aussicht gestellt. 
Am 22. Juli 2003 wurden er und sein Bruder Udai in der nordirakischen Stadt Mossul bei einem mehrstündigen Gefecht mit amerikanischen Spezialeinheiten sowie Soldaten der 101. Luftlandedivision getötet. Kurz davor hatten die Amerikaner einen Hinweis zum Aufenthaltsort bekommen. Die Soldaten fanden fünf Personen, die Brüder Qusai und Udai Hussein, Qusais 14-jährigen Sohn Mustapha und zwei Leibwächter, tot auf, außerdem drei weitere verletzte Personen.
Nach Medienberichten (z. B. BBC, New York Times) feierten viele Menschen in Bagdad die Nachricht vom Tod der Brüder, indem sie Schüsse in die Luft abfeuerten. Da die Nachricht aber trotzdem von vielen Irakern anfangs angezweifelt wurde, veröffentlichte das US-Militär zunächst Fotos der Toten und führte später die aufgebahrten und äußerlich wiederhergestellten Leichen den Kamerateams unabhängiger internationaler Medien vor. 
Die positiven Reaktionen auf den Tod der Brüder sind vor allem damit zu erklären, dass beide eine grausame Schattenherrschaft neben ihrem Vater führten. Vor allem Udai, der ältere der beiden, fiel oftmals durch Folterungen und willkürliche Morde auf. Westliche Medien begrüßten ebenfalls den Tod der beiden Brüder. George W. Bush sprach von einer „positiven Nachricht“.
Qusai Hussein war verheiratet und hatte drei Kinder (zwei Söhne und eine Tochter, Zaina). Qusai Hussein wurde 37 Jahre alt.